# باشگاه فوتبال بالزرس
باشگاه فوتبال بالزرس یک تیم فوتبال لیختن‌اشتاینی است که در بالزرس مستقر است. آنها در حال حاضر در لیگ ۱ سوئیس، رده چهارم فوتبال سوئیس رقابت می‌کنند.

## افتخارات
- جام فوتبال لیختن‌اشتاین
  - قهرمانی (۱۱)
  - نایب قهرمانی (۱۶)

## مسابقات اروپایی
| فصل     | مسابقات               | مرحله         | رقیب       | خانه | خارج | مجموع |
| ------- | --------------------- | ------------- | ---------- | ---- | ---- | ----- |
| ۹۴–۱۹۹۳ | جام برندگان جام اروپا | مرحله مقدماتی | آلبپترول   | ۳–۱  | ۰–۰  | ۳–۱   |
| ۹۴–۱۹۹۳ | جام برندگان جام اروپا | مرحله اول     | زسکا صوفیه | ۱–۳  | ۰–۸  | ۱–۱۱  |
| ۹۸–۱۹۹۷ | جام برندگان جام اروپا | مرحله مقدماتی | بوداپست    | ۱–۳  | ۰–۲  | ۱–۵   |

## بازیکنان برجسته
- ماریو فریک
- رودلف بروننمیر
- مایکل نوشهر